# ルイ・シャルル・ド・ロレーヌ
ルイ・シャルル・ド・ロレーヌ（Louis Charles de Lorraine, 1725年9月10日  - 1761年6月28日）は、ブルボン朝時代フランスの貴族、軍人、廷臣。ブリオンヌ伯及びランべスク公であり、前者の爵位を通称とした。王室主馬頭（Grand écuyer de France）及びアンジュー州知事を務めた。

## 生涯
ランべスク公ルイと、デュラ公爵ジャック・アンリ・ド・デュルフォールの孫娘ジャンヌ・アンリエット・ド・デュルフォールの間の唯一の男子。1740年1月フランス衛兵隊に入隊。同年4月、父と交替でアンジュー州知事に就任。1743年12月、大叔父のアルマニャック伯シャルルから王室主馬頭の職を引き継ぐ。1745年4月旅団長に昇進。1752年5月21日聖霊勲章騎士章を授けられた。
生涯に3度結婚した。最初の妻ルイーズ・シャルロット・ド・グラモン（1725年 - 1742年）とは1740年1月31日に、2番目の妻オーギュスト・ド・コエケン（1722年 - 1746年）とは1744年12月29日にそれぞれ結婚しているが、両者とも子供をもうけないまますぐに死別した。3番目の妻ルイーズ＝ジュリー＝コンスタンス・ド・ロアン（1734年 - 1815年）とは1748年10月3日パリのパントモン修道院にて結婚。この最後の妻との間に2男2女をもうけた。
- シャルル・ウジェーヌ（1751年 - 1825年） - ランべスク公、ブリオンヌ伯、エルブフ公
- マリー・ジョゼフィーヌ・テレーズ（1753年 - 1797年） - 1768年カリニャーノ公ヴィットーリオ・アメデーオ2世と結婚
- アンヌ・シャルロット（1755年 - 1786年） - ルミルモン女子修道院長
- ジョゼフ・マリー・ルイ（1759年 - 1812年） - ヴォーデモン公

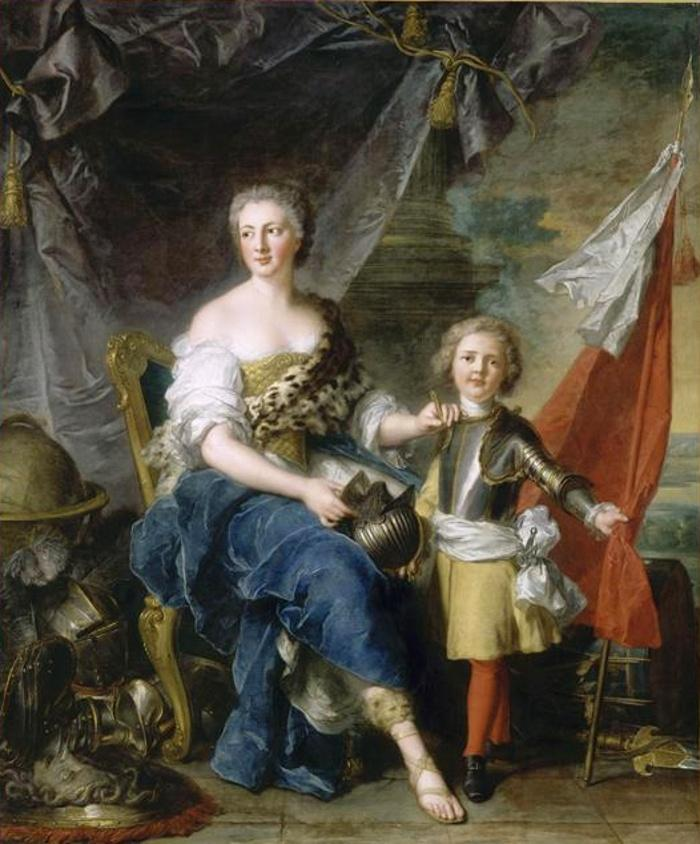
8歳のブリオンヌ伯と14歳年上の長姉ジャンヌ（ランべスク姫）の肖像、ジャン＝マルク・ナティエ画、1732年

## 引用・脚注
1. ↑  van de Pas, Leo. “Louis de Lorraine, Prince of Lambesc”. Genealogics .org. 2010年3月21日閲覧。
2. 1 2 3 4 5  Vail, J.L. “Maison de Lorraine”. Génélogie .org. 2010年3月21日閲覧。